# Публій Корнелій Долабелла (консул-суффект 44 року до н. е.)
Публій Корнелій Долабелла (лат. Publius Cornelius Dolabella) — римський воєначальник, консул-суффект 44 до н. е.. Найвідоміший представник плебейської гілки Долабелла патриціанського роду Корнеліїв. Близько 49 року до н.е. ймовірно всиновлений Неєм Корнелієм Лентулом Ватіаном).
Від першого шлюбу, з Фабією, яка була значно старшою за нього, мав сина Публія Корнелія Долабеллу, претора близько 25 року до н. е.; в 50 році до н. е. розлучився з нею. Вдруге був одружений з дочкою оратора Цицерона Туллією Цицероніс, від якої мав двох синів, які померли в дитинстві: Корнелія Долабеллу, який народився семимісячним 19 травня 49 до н. е., і Корнелія Лентула, який народився в січні 45 року до н. е.
Розлучився з Туллією Ціцероніс в 46 році до н. е.
У громадянську війну він спочатку був на боці Помпея, але згодом перейшов на бік Юлія Цезаря, і брав участь в битві при Фарсалі.
На посаді народного трибуна намагався провести конституційні зміни, однією з яких (для уникнення термінових виплат його кредиторам) був законопроєкт, що передбачав списання всіх боргів. Він намагався заручитися підтримкою Марка Антонія, але його колеги-трибуни Гай Азіній Полліон і Луцій Требеллій Фідес порадили Антонію не підтримали його. Антоній, якому, мабуть, зраджувала дружина з Долабеллою, взявся за зброю, коли Долабелла захопив форум у спробі використати силу, щоб провести закон. Сенат проголосував за його підтримку, у результаті чого було зіткнення, що призвело до втрат з обох сторін. Цезар після свого повернення з Олександрії, бачачи необхідність усунення Долабелла з Риму, простив його і взяв його на посаді генерала в експедицію в Африки і Іспанію.
Після повернення Цезаря в Рим і обрання консулом уп'яте, Цезар запропонував Сенату передати свій консулат Долабеллі. Антоній протестував, викликавши величезні заворушення, які змусили Цезаря зняти з соромом свою пропозицію. Пізніше Цезар, будучи диктатором, призначив Долабеллу консулом. Але Антоній оголосив про несприятливі провісники, і Цезар знову змушений був відступити і відмовитися від призначення Долабелли.
Після смерті Цезаря Долабелла скористався знаком консула (який був вже обіцяний йому), і дружить з Брутом та іншими змовниками, отримав цю посаду. Коли Марк Антоній запропонував йому очолити експедицію проти парфян і Сирії, він перейшов на бік Антонія. Його подорож у Сирію була відзначена грабунком, здирництвом, і вбивством Гая Требонія, проконсула провінції Азії, який відмовив йому у вході в Смірну.
У зв'язку з цим він був оголошений ворогом держави і замінений Кассієм (вбивцею Цезаря), який напав на нього в Латакії. Коли війська Касія захопили місто в 43 до н. е., Долабелла наказав одному зі своїх солдатів вбити його. Протягом всього свого життя він був великим розпусником, що дозволило Плутарху написати про його схожість з Цезарем.